# Tomáš Oravec
Tomáš Oravec (Košice, 3 luglio 1980) è un ex calciatore slovacco, di ruolo attaccante.

## Carriera

### Club
Prodotto del vivaio del Kosice, approda in prima squadra e dopo un paio d'anni si trasferisce al Ruzomberok, dove segna subito 11 gol in 22 turni di campionato, raggiungendo il quinto posto tra i marcatori. Arriva sesto tra i capocannonieri l'anno seguente, quando mette a segno 9 marcature. A metà stagione passa ai cechi del Viktoria Zizkov: mantiene una buona media reti/partita, realizzando 16 reti in 53 match di 1. liga, prima di trasferirsi nella Bundesliga austriaca, all'Admira Wacker. In seguito è tesserato anche da Panionios (Alpha Ethniki) e Boavista (Primeira Liga), tornando in patria nell'annata 2006-2007.
Con la maglia dell'Artmedia si afferma a livello nazionale: vince il titolo di capocannoniere del campionato con 16 gol. L'anno seguente vince il campionato slovacco con l'Artmedia, seguito dal successo nella coppa nazionale. Nel gennaio 2009 è acquistato dallo Zilina: vince da protagonista il suo secondo campionato slovacco (2010), segnando 11 gol in 22 incontri. Segna 10 gol nei primi 14 match di campionato nella stagione 2010-2011, quando tenta l'avventura in Cina. Dopo 11 presenze e 3 gol in prima serie, torna in Slovacchia, accasandosi allo Spartak Trnava. L'anno dopo è a Cipro e dalla stagione 2013-2014 è in forza a un club austriaco dilettantistico, dove mantiene un'elevata media realizzativa.

### Nazionale
Debutta in Nazionale il 15 agosto 2001 in Slovacchia-Iran (3-4), sfida nella quale Oravec firma una doppietta. È convocato per altre tre sfide nel 2001, andando in gol anche contro la Macedonia del Nord (0-5), match valido come ultima partita delle qualificazioni al campionato del mondo 2002. Esce dal giro della Nazionale per due anni: successivamente scende in campo tre volte nel 2003, per una partita nel 2007 e per l'ultima nel 2010.

## Palmarès

### Club

#### Competizioni nazionali
- Campionato slovacco: 1

Artmedia Petržalka: 2007-2008
- Coppa di Slovacchia: 1

Artmedia Petržalka: 2007-2008